# 4634 Сібуя
4634 Сібуя (4634 Shibuya) — астероїд головного поясу, відкритий 16 січня 1988 року.
Тіссеранів параметр щодо Юпітера — 3,506.
Названо на честь району Сібуя (яп. しぶや(渋谷) сібуя).